# 常遇春
常遇春（1330年—1369年8月9日），字伯仁，号燕衡。祖籍南直隶怀远（今属安徽），和阳（和州，今安徽和县）人，明朝开国名将。
元顺帝至正十五年（1355年），归附朱元璋，自请为前锋，力战克敌，尝自言能将十万众，横行天下，军中称常十万，官至中书平章军国重事，兼太子少保，封鄂国公。洪武二年，北伐中原，暴卒军中，年仅四十，用宋太宗丧韩王赵普故事，追赠翊运推诚宣德靖远功臣、开府仪同三司、上柱国、太保、中书右丞相，追封开平王，谥号忠武，配享太庙。

## 生平

### 早年征战
常遇春體貌奇偉，勇力絕倫，猿臂善射，統軍有方，至正十二年（1352年）初為劉聚麾下，后察觉到劉聚不能成事。又聽聞人在和州的朱元璋恩威日著、兵行有律，遂單獨率領十餘人，前去歸附朱元璋。至正十五年（1355年）四月，常遇春未到时，在田间睡觉，梦见有神祇身披盔甲手持盾牌说：“起起，主君來。”常遇春惊醒，正好碰见朱元璋，常遇春上前迎拜，並請求朱元璋讓其加入麾下。不久后，常遇春自请担任前锋。朱元璋说道：“你只不过是因为饥饿来寻找食物，我怎么能将你留下呢？”常遇春仍坚决请求。朱元璋便说道：“等到渡江之后，你再来为我效力也不迟呀？”
同年六月，常遇春隨朱元璋渡江南下，參加采石（今马鞍山市之南）戰役，进逼牛渚矶，元兵列阵矶上，朱元璋军船离岸三丈多，没人能登上岸。常遇春飞舟而至，朱元璋命他向前冲击，常遇春领命，挥戈直冲向前。元兵抓住他的戈，常遇春乘势一跃，跳上石矶，大声喊叫冲入敌阵，元军望风而逃。诸将乘胜上岸攻击，于是攻克采石，攻取太平。常遇春被授以总管府先锋，晋升为总管都督。当时，朱元璋将士的妻子儿女及辎重都在和州，元中丞蛮子海牙再次以水师袭据采石，使朱元璋军回和州的道路中途被阻。朱元璋亲自率军进攻，派常遇春到处布兵迷惑元军，分散元军的兵力。两军会合后，常遇春操纵轻舟，将蛮子海牙的船队一分为二，然后从左右两侧猛攻，将其大败，尽获其船，江路重新畅通无阻。随即受命驻守溧阳。至正十六年二月，跟随朱元璋进攻集庆，功劳最大。

### 讨陈友谅
攻占集庆后，常遇春随徐达攻取镇江，进取常州。张士诚军将徐达围困在牛塘，常遇春前去援救，擒获敌将，晋升为统军大元帅。次年，攻克常州，升为中翼大元帅。又随徐达进攻宁国，被飞箭射中，他裹住伤口之后坚持战斗，攻克宁国。另外攻取马驼沙，以水师攻取池州，晋升为行省都督马步水军大元帅。又随徐达攻取婺州，转任同佥枢密院事，驻守婺州。至正十九年（1359年）七月，常遇春率部进攻衢州，首先派奇兵突入围绕南门外的小城，毁掉敌军武器，然后发动猛攻，将城攻破，俘获士兵一万人，晋升为佥枢密院事。不久，常遇春率军进攻杭州，战斗失利，应召返回应天。同年十一月，跟随徐达攻取赵普胜的水寨，随守池州，大破陈友谅近衛兵于九华山下，斩首万人，生擒三千人。常遇春说：“这是一支劲旅，不杀会成为后患。”徐达认为不可，于是上报朱元璋。而常遇春先前在夜晚已坑杀俘虏过半，朱元璋不高兴，于是将其余俘虏全部释放。
至正二十年（1360年），陈友谅进逼龙湾，常遇春以五路军设下埋伏，大破陈友谅军，收复太平，功劳最大。朱元璋率军追击陈友谅至江州，命常遇春留守，他执法严格，城中军民井然守序，不敢有所冒犯，又晋升为行省参知政事。并随攻安庆，陈友谅军出江四处拦截，常遇春率军出击，陈友谅军慌忙调头逃跑，乘胜攻取江州，然后还守龙湾，兵援长兴，俘杀张士诚军五千余人，张士诚军将领李伯升突围逃走。此后，常遇春军受命加固安庆城。在此之前，朱元璋所任用的将帅中功劳最大的，有平章邵荣、右丞徐达与常遇春三人。而邵荣此时与参政赵继祖图谋设伏兵发动兵变。事情败露之后，朱元璋想赦免邵荣的死罪，常遇春秉直说道：“为人之臣有了谋反的罪名，还有什么可以原谅的呢？我决不与其共生。”朱元璋于是赐邵荣喝酒，流着眼泪将其处死，因为这件事，朱元璋更加倚重常遇春。
池州守将罗友贤占据神山寨，私通张士诚，常遇春将其打败并斩首。至正二十三年（1363年），又跟随朱元璋援救安丰，等到常遇春率军到达时，吕珍已经攻陷安丰，杀死刘福通，听说大军到来，便率强兵扼守，朱元璋左右军都进攻失败，常遇春横击敌阵，三战三捷，俘获士兵、马匹无数。然后跟随徐达围攻庐州。城将攻破时，陈友谅围攻洪都，常遇春应召返回，与陈友谅军在彭蠡的康郎山遭遇。陈友谅军船大，又处于上流，前锋非常强大。常遇春协同诸将投入作战，呼声震天动地，无不以一当百。陈友谅部下张定边直冲朱元璋的指挥船，船已搁浅，朱元璋处境非常危险。常遇春射中张定边，朱元璋的船才得以脱险，而常遇春的船却又搁浅。这时，有一只坏船顺流而下，碰撞常遇春的船只，这才得以离开浅滩。转战三日，放火烧毁陈友谅军船只，湖水因此变成红色，陈友谅不敢再战。诸将认为陈友谅军兵力仍然较强，想放他们离开，唯独常遇春不说话。等到船出湖口时，诸将正要放船东下，朱元璋却命令扼住上游。常遇春便溯江而上，诸将跟随其后。陈友谅走投无路，率百船突围。诸将半路拦截陈军，陈友谅军于是分崩瓦解，陈友谅战死，史称“鄱阳湖之战”。还师之后，常遇春功劳最大，朱元璋赏赐给他很多黄金、布帛、田地。攻武昌时，朱元璋返回应天，命常遇春留下督军围困武昌。

### 讨张士诚
至正二十四年（1364年），朱元璋即吴王位，晋升常遇春为平章政事。朱元璋又派兵进攻武昌，陈汉丞相张必先自岳阳来援，常遇春乘其还未会合，迅速进攻，将张必先擒获。城中士气尽失，陈理投降，常遇春尽取荆、湖之地。然后随徐达攻取庐州，另外率军平定临江的沙坑、麻岭、牛陂等寨，擒获知州邓克明，攻下吉安。围攻赣州，熊天瑞固守不下。朱元璋派使者告诫常遇春：“攻克此城时，不要多杀人。如果获得了地盘却没有人民，那又有什么好处呢？”于是常遇春疏通壕沟，设立栅栏，围攻赣州，屯兵六个月，熊天瑞兵力耗尽，于是投降，常遇春没有杀他。朱元璋大为高兴，赐信褒奖勉励。常遇春于是凭军威招降了南雄、韶州，回军时又平定安陆、襄阳。又随徐达攻克泰州，打败张士诚的援兵，督促水军在海安坝建造围墙阻拦敌军。
至正二十六年（1366年）秋天，常遇春任副将军，率军伐吴。在太湖、毗山、三里桥打败张士诚军，进逼湖州。张士诚派兵来援，驻扎旧馆，出现在常遇春大军之后。常遇春率奇兵由大全港扎营东阡，更处于张士诚援兵之后。张士诚军派出精兵出击，常遇春率军奋力攻击，将敌兵打败。在平望袭击其右丞徐义，将其赤龙船全部烧毁，又败之于乌镇，向北追击至升山，攻破其水陆寨，将旧馆援兵全部俘获，湖州遂被攻下。进而围攻平江，驻军虎丘。张士诚偷偷率军靠近常遇春，常遇春与其战于北濠，将其打败，几乎俘获张士诚。至正二十七年（1367年）八月，經過十個月的攻堅戰，突破平江城，破阊门，俘虏张士诚及其部下25萬人，為之前獨身大戰萬人而死的丁德興報仇，晋升中书平章军国重事，封鄂国公。攻破蘇州城時進行屠殺，「所過之處，屠戮殆盡」。

### 北伐大都
至正二十七年（1367年）十月，常遇春被授为征虏副将军，隨徐達北伐。朱元璋亲自嘱咐他：“面对百万之众，击溃敌人精锐部队，攻陷敌人的坚固阵地，无人能比得上副将军。我不担心你不能打胜，而担心你轻战。你身为大将，好与兵卒角斗，这尤其不是我所期望的。”常遇春跪下拜谢。洪武元年（1368年），朱元璋称帝，任命常遇春兼太子少保。随攻山东诸郡后，又攻取汴梁，进取河南。元兵五万军队陈兵洛水之北，常遇春单骑冲向元阵，元军二十多名骑兵手持长矛一齐刺向常遇春，而常遇春一箭将其前锋射死，大叫一声冲入元阵，麾下士兵也跟随他向前冲去。元兵大溃，常遇春追奔五十余里。降服梁王阿鲁温，河南郡县依次被攻下。常遇春到汴梁谒见朱元璋后，与徐达一起攻下河北诸郡。先锋攻取德州后，常遇春率水师沿黄河而进，破元兵于河西务，攻克通州。八月，与徐达攻破大都，元顺帝北逃，另外攻下保定、河间、真定。
常遇春与徐达一起进攻太原，扩廓帖木儿前来救援。常遇春对徐达说：“我军骑兵虽然已经聚集，但步兵还未赶到，突然与敌人发生战斗，一定会死伤很多，只有趁夜攻打才能获胜。”这时正好扩廓帖木儿的部将豁鼻马前来约定投降之事，便暂且请他作为内应，挑选精锐骑兵口含木片，悄悄出发去袭击敌人。扩廓帖木儿当时正点着蜡烛学习军书，仓促之间不知所措，赤着一只脚，骑上一匹瘦弱的马，率领十八名骑兵逃往大同。豁鼻马投降，常遇春获得四万士兵，攻克太原。常遇春追击扩廓帖木儿到忻州之后才返回。朱元璋下诏改常遇春为左副将军，位居右副将军冯胜之上。然后向北攻取大同，转而攻下奉元路，与冯胜军会合，向西攻占凤翔。
洪武二年（1369年），元将也速进攻通州，朱元璋命令常遇春返回警备，命平章李文忠为副手，率九万大军从北平出发，向会州前进，在锦州击败元将江文清，在全宁击败也速。进攻大兴州时，将一千骑兵分八路埋伏。守将趁夜逃走，常遇春将他们全都擒获。之后率军攻占元上都（开平，今内蒙古正蓝旗东），元順帝逃奔和林。勝利而歸，途中行至柳河川（今河北赤城县龍關镇西），以“卸甲風”病暴卒，年仅四十。朱元璋聞訊寫詩痛悼：“忽聞昨日常公薨，淚灑乾坤草木濕”。常遇春墓在金陵太平門外，视为孝陵陪葬墓。
史載常遇春“愛撫士卒”，“每與敵戰，出則當先，退則殿後，未嘗敗北，士卒樂為之用”。追贈翊運推誠宣德靖遠功臣、開府儀同三司、上柱國、太保、中書右丞相，追封开平王，谥号忠武。
|          | 計其開拓之功，以十分言之，遇春居其七八。 |
| ——朱元璋 |                                          |

## 家庭
父常六六，母高氏。妻子蓝氏，定远人，封开平王夫人。妻弟蓝玉。
常遇春三子，分别为常茂、常升、常森。三女，长女常氏以常遇春之故选为太子朱标正妃。

## 影视形象
- 黎永強：1978 無綫電視《倚天屠龙记》
- 劉國誠：1980 麗的電視《太極張三丰》
- 秦沛：1981 麗的電視《遊俠張三丰》
- 林義雄：1981 台視 楊麗花歌仔戲《朱洪武與劉伯溫》
- 定萬仟：1984 台灣台視《倚天屠龙记》
- 梁鴻華：1986 無綫電視《倚天屠龙记》
- 馬宗德：1987 無綫電視《大明群英》
- 鄭麗霞：1987 台灣台視 楊麗花歌仔戲《朱洪武》
- 祝嘉正：1994 台灣台視《倚天屠龙记》
- 羅莽：2001  無綫電視《倚天屠龙记》
- 付亨：2003 台灣華視《倚天屠龙记》
- 李海峰：2006 中國《朱元璋》
- 喬宇：2009 中國《倚天屠龙记》
- 李浩軒：2019 中國《倚天屠龙记》

## 延伸阅读
[在维基数据编辑]
 《國朝獻徵錄·卷之五》，出自焦竑《國朝獻徵錄》
 《明史卷一百二十五》，出自《明史》